# Levélpapír
A nyomdai levélpapír olyan papírlap, amelyet hivatalos vagy üzleti levelezéshez használnak, és általában egy cég vagy szervezet azonosító elemeit (pl. logó, cím, kapcsolattartási információk) tartalmazza. A levélpapír alapvető szerepe, hogy professzionális megjelenést biztosítson a leveleknek, miközben az írásos kommunikáció során egyértelművé teszi a feladó kilétét.

## Jellemzői
- Cégazonosító elemek: A vállalat neve, logója, cím, telefonszám, weboldal, e-mail cím.
- Formátum: Általában A4-es méret, de más méretek is előfordulhatnak.
- Stílus és dizájn: A dizájn illeszkedik a vállalat vizuális arculatához, tehát az üzleti arculatot tükrözi.
- Papírméret és minőség: Különböző papírtípusok és vastagságok közül választhatunk, de jellemzően prémium papírt használnak a hivatalos levelezéshez.

A nyomdai levélpapír célja, hogy hitelesítse a kommunikációt, és azt az adott szervezet hivatalos dokumentumaként tüntesse fel. Az üzleti vagy hivatalos levelek esetében gyakran szükséges a professzionális kinézet, hogy erősítse a cég imázsát.

## A modern levélpapír és a digitális korszak
A 20. században a levélpapír továbbra is kulcsszerepet játszott az üzleti életben, de a digitális technológia elterjedésével, mint az e-mailek és a faxok, a papíralapú levelezés csökkent. A digitális levélpapírok (például e-mail aláírások) és a számítógépes szoftverek segítségével azonban új formában jelenik meg a levelezés, de a fizikai levélpapír az üzleti kommunikációban továbbra is fontos szerepet játszik, különösen a hivatalos dokumentumok és prémium márkák számára.